# Sivert Heltne Nilsen
Sivert Heltne Nilsen (Bergen, 2 ottobre 1991) è un calciatore norvegese, centrocampista dell'Aberdeen.

## Biografia
È il figlio di Lars Arne Nilsen, ex calciatore e poi allenatore.

## Carriera

### Club
Cresciuto nelle giovanili del Volda, Heltne Nilsen si è successivamente trasferito all'Hødd. Ha debuttato in squadra nel corso del 2009, con il club all'epoca militante in 2. divisjon, terzo livello del campionato norvegese. Ha contribuito alla promozione dell'Hødd in 1. divisjon, arrivata al termine del campionato 2010. Il 3 aprile 2011 ha pertanto esordito in questa divisione, schierato titolare nel 3-0 inflitto al Bodø/Glimt. Il 16 giugno successivo ha trovato la prima rete, attraverso cui ha sancito la vittoria per 0-1 sul campo del Løv-Ham.
Nell'annata 2012, l'Hødd si è aggiudicato la vittoria finale del Norgesmesterskapet, centrando invece la salvezza in campionato con difficoltà. Per quanto riguarda la coppa nazionale, l'Hødd si è trovato ad affrontare in finale il Tromsø. Nel corso della sfida, dopo alcune difficoltà iniziali, la squadra è riuscita a trovare la rete del vantaggio con Kjell Rune Sellin. Il portiere Ørjan Nyland, autore di un'ottima prestazione, è riuscito a mantenere in vantaggio l'Hødd, negando il gol ad Ole Martin Årst prima e Zdeněk Ondrášek poi. Ad una manciata di minuti dal fischio finale, Saliou Ciss ha trovato la rete del pareggio. Anche durante i tempi supplementari, l'incontro è rimasto sul punteggio di 1-1. Sono stati così necessari i tiri di rigore per decretare il vincitore: Heltne Nilsen ha realizzato il suo e quando Andreas Rekdal ha segnato quello decisivo, approfittando dell'errore di Ciss, l'Hødd si è aggiudicato il trofeo per la prima volta nella sua storia.
In virtù di questo successo, l'Hødd si è qualificato per l'Europa League 2013-2014: Heltne Nilsen ha debuttato in questa manifestazione in data 18 luglio 2013, schierato titolare nel successo per 1-0 sull'Aqtöbe, sfida valida per l'andata del secondo turno di qualificazione. Date le sue prestazioni stagionali, è stato candidato per il titolo di miglior calciatore del campionato, andato poi a Papa Alioune Ndiaye. Il giocatore è rimasto in squadra fino al termine di quella annata, lasciando l'Hødd in scadenza di contratto.
Il 30 luglio 2013, il Vålerenga ha reso noto d'aver ingaggiato Heltne Nilsen, a partire dal successivo 1º gennaio: il calciatore si è legato al nuovo club con un contratto triennale. Ha così potuto esordire in Eliteserien in data 28 marzo 2014, venendo schierato titolare nella sconfitta per 2-0 patita sul campo del Molde. L'8 maggio successivo ha trovato il primo gol con questa casacca, nella vittoria per 2-3 in casa dell'Elverum, sfida valida per il secondo turno del Norgesmesterskapet. È rimasto al Vålerenga fino al mese di luglio 2015, totalizzando 45 presenze e 3 reti tra campionato e coppa.
Il 20 luglio 2015, il Brann ha ufficializzato l'acquisto di Heltne Nilsen, che ha firmato un accordo triennale con la nuova squadra. Ha giocato la prima partita in squadra, in 1. divisjon, in data 28 luglio: è stato schierato titolare nel successo per 0-1 in casa del Follo. Il Brann ha conquistato la promozione in Eliteserien al termine di quella stessa stagione.
Il 16 maggio 2016, Heltne Nilsen ha segnato la prima rete nella massima divisione locale, attraverso cui ha determinato la vittoria casalinga per 1-0 sullo Stabæk. Il 14 febbraio 2017 ha rinnovato il contratto che lo legava al Brann fino al 31 dicembre 2020.
Il 30 luglio 2018, Heltne Nilsen si è trasferito ufficialmente ai danesi dell'Horsens, a cui si è legato con un accordo quinquennale. La sua permanenza con il club danese si è rivelata però più breve, visto che è stato ceduto dopo poco più di un anno.
Il 13 agosto 2019, nell'ultimo giorno di apertura della finestra del mercato svedese, Heltne Nilsen si è trasferito a titolo definitivo in Svezia all'Elfsborg con un contratto valido fino al 2023. Nel febbraio 2020 è stato nominato nuovo capitano della squadra.
Il 6 agosto 2021 ha fatto ritorno al Brann a titolo definitivo, firmando un contratto valido fino al 30 giugno 2025. Ha scelto di vestire la maglia numero 19.

### Nazionale
Heltne Nilsen conta 2 presenze per la Norvegia under 23. Ha debuttato il 19 novembre 2013, schierato titolare nel pareggio per 2-2 contro l'Italia.

## Statistiche

### Presenze e reti nei club
Statistiche aggiornate al 17 maggio 2024.
| Stagione         | Club             | Campionato       | Campionato | Campionato | Coppe nazionali | Coppe nazionali | Coppe nazionali | Coppe continentali | Coppe continentali | Coppe continentali | Supercoppe | Supercoppe | Supercoppe | Totale | Totale |
| Stagione         | Club             | Comp             | Pres       | Reti       | Comp            | Pres            | Reti            | Comp               | Pres               | Reti               | Comp       | Pres       | Reti       | Pres   | Reti   |
| ---------------- | ---------------- | ---------------- | ---------- | ---------- | --------------- | --------------- | --------------- | ------------------ | ------------------ | ------------------ | ---------- | ---------- | ---------- | ------ | ------ |
| 2009             | Hødd             | 2D               | ?          | ?          | CN              | ?               | ?               | -                  | -                  | -                  | -          | -          | -          | ?      | ?      |
| 2010             | Hødd             | 2D               | ?          | ?          | CN              | ?               | ?               | -                  | -                  | -                  | -          | -          | -          | ?      | ?      |
| 2011             | Hødd             | 1D               | 29         | 1          | CN              | 3               | 0               | -                  | -                  | -                  | -          | -          | -          | 32     | 1      |
| 2012             | Hødd             | 1D               | 29         | 2          | CN              | 7               | 0               | -                  | -                  | -                  | -          | -          | -          | 36     | 2      |
| 2013             | Hødd             | 1D               | 29+1       | 3+0        | CN              | 3               | 1               | UEL                | 1                  | 0                  | -          | -          | -          | 34     | 4      |
| Totale Hødd      | Totale Hødd      | Totale Hødd      | 87+1+      | 5+0+       |                 | 13+             | 1+              |                    | 1                  | 0                  |            | -          | -          | 102+   | 6+     |
| 2014             | Vålerenga        | ES               | 28         | 0          | CN              | 3               | 3               | -                  | -                  | -                  | -          | -          | -          | 31     | 3      |
| gen.-lug. 2015   | Vålerenga        | ES               | 13         | 0          | CN              | 1               | 0               | -                  | -                  | -                  | -          | -          | -          | 14     | 0      |
| Totale Vålerenga | Totale Vålerenga | Totale Vålerenga | 41         | 0          |                 | 4               | 3               |                    | -                  | -                  |            | -          | -          | 45     | 3      |
| lug.-dic. 2015   | Brann            | 1D               | 10         | 0          | CN              | -               | -               | -                  | -                  | -                  | -          | -          | -          | 10     | 0      |
| 2016             | Brann            | ES               | 28         | 3          | CN              | 1               | 0               | -                  | -                  | -                  | -          | -          | -          | 29     | 3      |
| 2017             | Brann            | ES               | 27         | 1          | CN              | 3               | 1               | UEL                | 2                  | 0                  | SN         | 1          | 0          | 33     | 2      |
| gen.-lug. 2018   | Brann            | ES               | 15         | 2          | CN              | 3               | 0               | -                  | -                  | -                  | -          | -          | -          | 18     | 2      |
| lug. 2018-2019   | Horsens          | SL               | 27+1       | 1+0        | CD              | 1               | 0               | -                  | -                  | -                  | -          | -          | -          | 29     | 1      |
| lug.-ago. 2019   | Horsens          | SL               | 5          | 0          | CD              | 0               | 0               | -                  | -                  | -                  | -          | -          | -          | 5      | 0      |
| Totale Horsens   | Totale Horsens   | Totale Horsens   | 32+1       | 1+0        |                 | 1               | 0               |                    | -                  | -                  |            | -          | -          | 34     | 1      |
| ago.-dic. 2019   | Elfsborg         | A                | 10         | 1          | CS              | 3               | 0               | -                  | -                  | -                  | -          | -          | -          | 13     | 1      |
| 2020             | Elfsborg         | A                | 23         | 1          | CS              | 0               | 0               | -                  | -                  | -                  | -          | -          | -          | 23     | 1      |
| Totale Elfsborg  | Totale Elfsborg  | Totale Elfsborg  | 33         | 2          |                 | 3               | 0               |                    | -                  | -                  |            | -          | -          | 36     | 2      |
| gen.-giu. 2021   | Waasland-Beveren | D1               | 9+2        | 0          | CB              | 1               | 0               | -                  | -                  | -                  | -          | -          | -          | 12     | 0      |
| ago.-dic. 2021   | Brann            | ES               | 15+1       | 0+1        | CN              | 2               | 0               | -                  | -                  | -                  | -          | -          | -          | 18     | 1      |
| 2022             | Brann            | 1D               | 29         | 5          | CN              | 6               | 0               | -                  | -                  | -                  | -          | -          | -          | 35     | 5      |
| 2023             | Brann            | ES               | 29         | 9          | CN              | 4               | 1               | UECL               | 4                  | 0                  | -          | -          | -          | 37     | 10     |
| gen.-lug. 2024   | Brann            | ES               | 15         | 2          | CN              | 3               | 0               | -                  | -                  | -                  | -          | -          | -          | 18     | 2      |
| Totale Brann     | Totale Brann     | Totale Brann     | 168+1      | 22+1       |                 | 22              | 2               |                    | 6                  | 0                  |            | 1          | 0          | 198    | 25     |
| 2024-2025        | Aberdeen         | SP               | 26         | 0          | CS+CdL          | 2+6             | 0               | -                  | -                  | -                  | -          | -          | -          | 34     | 0      |
| Totale           | Totale           | Totale           | 396+5+     | 30+1+      |                 | 52+             | 5+              |                    | 7                  | 0                  |            | 1          | 0          | 461+   | 36+    |

## Palmarès

### Club

#### Competizioni nazionali
- Coppa di Norvegia: 2

Hødd: 2012
Brann: 2022-2023
- 1. divisjon: 1

Brann: 2022
- Coppa di Scozia: 1

Aberdeen: 2024-2025